# Satoshi Nakamoto
Satoshi Nakamoto (中本哲史?, Nakamoto Satoshi) è lo pseudonimo utilizzato dalla persona, o dal gruppo di persone, che ha inventato la criptovaluta bitcoin (codice: BTC o XBT). Con il termine "Bitcoin" si indica anche il software open source sviluppato per realizzare il relativo protocollo di comunicazione e la rete peer-to-peer su cui esso si basa.

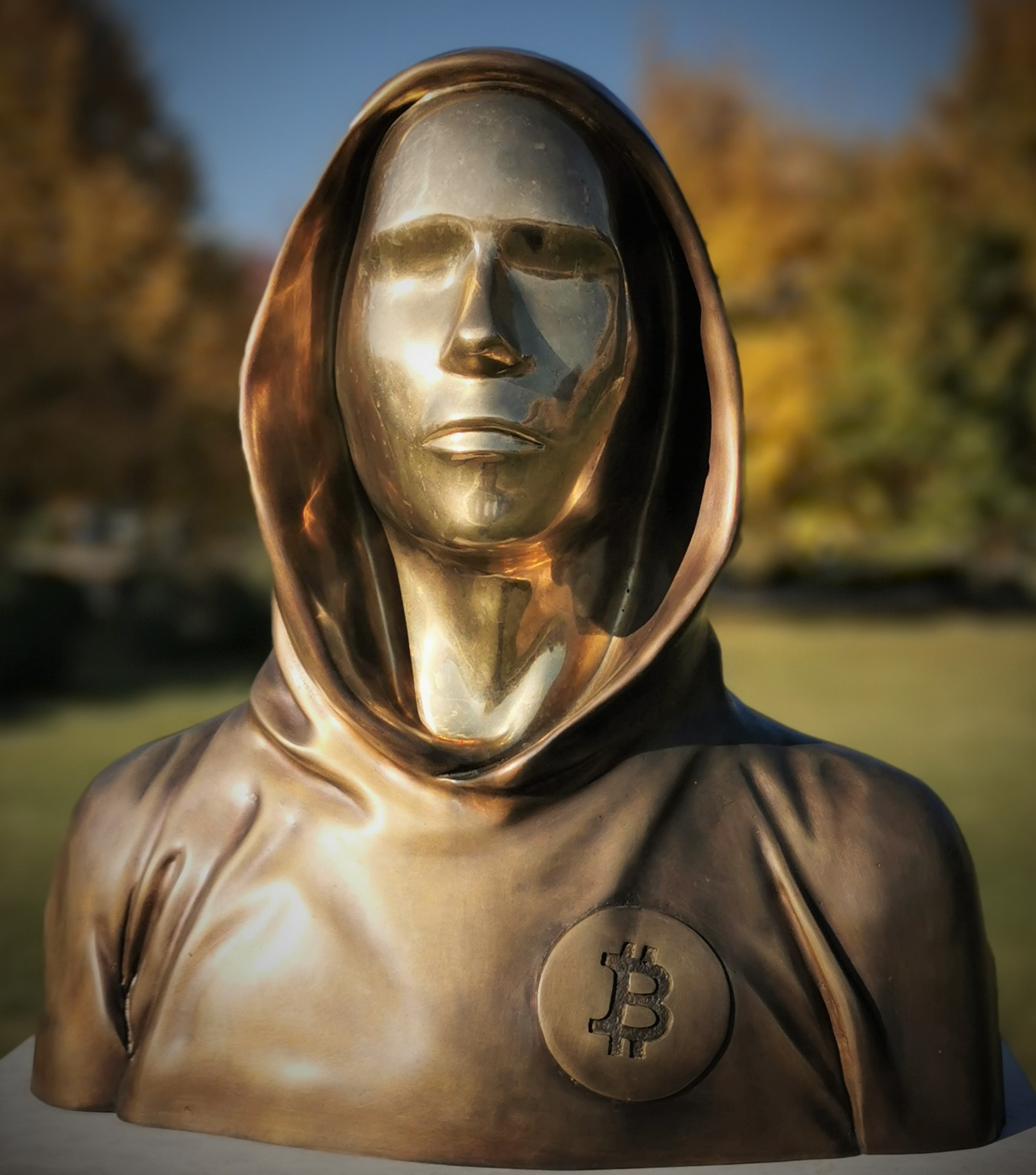
Un particolare della statua di Satoshi Nakamoto, a Budapest

Nel novembre del 2008, Satoshi Nakamoto presentò il protocollo di Bitcoin sulla Cryptography Mailing List, ospitata dal sito metzdowd.com. Nel 2009 rilasciò la prima versione del client del software, e collaborò in forma anonima con altri sviluppatori per migliorare il progetto. Nel 2010 si ritirò dalla comunità relativa a Bitcoin. Il suo ultimo contatto ufficiale risale al 2011, quando dichiarò di essersi dedicato ad altri progetti, affidando la gestione di Bitcoin a Gavin Andresen e comunicando che il progetto era in buone mani.

## Identità di Satoshi Nakamoto

Il simbolo del bitcoin

### Teorie
Esistono più teorie riguardanti l'identità di Satoshi Nakamoto. A oggi non è ancora chiaro se si tratti di un uomo, una donna o di un gruppo di persone. In giapponese il nome "Satoshi Nakamoto" può avere i seguenti significati:
- "satoshi" significa "un pensiero chiaro, veloce e saggio";
- "naka" può significare "medium", "dentro" o "relazione";
- "moto" può significare "origine" o "fondamento".

Tuttavia tali significati non offrono indizi sulla reale identità dell'inventore di Bitcoin.
Inizialmente si pensava che fosse Michael Clear, laureato in crittografia al Trinity College, ma egli ha negato ogni coinvolgimento. Un'altra ipotesi identificava in Vili Lehdonvirta, ex sviluppatore di videogiochi, sociologo ed economista finlandese, ma anch'egli negò di essere il fondatore della criptovaluta. 
Adam Penenberg, professore dell'Università di New York, ipotizzò che dietro il personaggio misterioso si nascondessero tre persone: Neal King, Vladimir Oksman e Charles Bry. La tesi di Penenberg si basa su una ricerca effettuata su Google di alcune particolarità del protocollo Bitcoin che riconducono a una richiesta di brevetto per l'aggiornamento e la distribuzione delle chiavi di crittografia. Il brevetto era stato richiesto proprio da King, Oksman e Bry.
Nick Szabo, informatico ed esperto di crittografia, è stato a lungo sospettato di essere Satoshi insieme al collaboratore Laszlo Hanyecz. A Nick Szabo viene attribuita l'invenzione del concetto di smart contract con l'obiettivo di regolamentare e creare dei protocolli di commercio elettronico tra estranei su Internet. Gli smart contract, oggi, sono la base delle criptovalute e delle blockchain.
Nel marzo del 2014, sei anni dopo la pubblicazione sul deep web della documentazione relativa alla nuova valuta digitale da parte di Satoshi Nakamoto, il settimanale Newsweek identificò Dorian Nakamoto come presunto creatore dei Bitcoin. Fu la prima volta che una testata giornalistica tentò di svelare l'identità di Satoshi Nakamoto, suscitando grande stupore nella comunità di appassionati.
C'è poi chi ipotizza che il fondatore possa essere Martti Malmi, sviluppatore finlandese attivo sin dalle origini del progetto Bitcoin, a cui si deve anche la realizzazione dell’interfaccia utente. Secondo altre voci, l’invenzione sarebbe da attribuire a Jed McCaleb, statunitense appassionato di cultura giapponese e fondatore di MtGox, residente proprio in Giappone. Un’ulteriore teoria conduce infine a Donal O'Mahony e Michael Peirce, autori di uno studio sui sistemi di pagamento digitale nelle piattaforme di e-commerce.

### Craig Steven Wright
Nel dicembre 2015, secondo due articoli d'inchiesta pubblicati da Wired e Gizmodo, Craig Steven Wright, imprenditore australiano, sarebbe il creatore dei Bitcoin . L'articolo riportò l'apparizione di Craig Wright via Skype all'evento di quell'anno, il "Bitcoin Investor's Conference" a Las Vegas, nel quale lui stesso dichiarò di essere il creatore dei Bitcoin. Poche ore dopo, la polizia federale australiana entrò nel suo appartamento per eseguire un controllo, ma Craig Wright e sua moglie se n'erano già andati. 
Il 2 maggio 2016 Craig Steven Wright ha pubblicamente dichiarato di essere Satoshi Nakamoto. Wright ha rivelato la sua identità alla BBC, al The Economist e a GQ. Al fine di dimostrare la sua affermazione, ha firmato un messaggio con la chiave di crittografia privata associata alla prima transazione in bitcoin. Tuttavia la validazione di questa firma è contestata.
Il 4 maggio 2016 Wright promette di eseguire un trasferimento di bitcoin dal wallet di Satoshi. Tale trasferimento sarebbe stato una prova inconfutabile, in quanto avrebbe dimostrato che Wright era in possesso delle chiavi d'accesso che solo Satoshi poteva detenere. Ma il giorno successivo, cancella tutti i post sul suo blog e pubblica una nota intitolata I'm sorry nella quale dichiara che era pronto a pubblicare ulteriori prove ma di non aver avuto il coraggio di farlo. Conclude la nota con un "addio". Nello stesso anno Wright ha presentato una richiesta di copyright per il white paper di Bitcoin, originariamente scritto da Satoshi Nakamoto. Un portavoce di Wright ha dichiarato al Financial Times che questo è stato "il primo riconoscimento da parte dell'agenzia governativa di Craig Wright come Satoshi Nakamoto, il creatore di Bitcoin". L'Ufficio per il diritto d'autore degli Stati Uniti ha emesso un comunicato stampa chiarendo che non era così. 
Il 20 maggio 2024, sul sito ufficiale di Craig Steven Wright, è comparso un avviso con scritto che l'Alta Corte di Inghilterra e Galles ha ritenuto che Craig Wright abbia mentito in tutte le sue dichiarazioni e che non è lui il creatore di Bitcoin.

### Adam Back
Gli indizi più numerosi riguardo all'identità di Satoshi puntano ad Adam Back, l'inventore del predecessore di Bitcoin, Hashcash, come indicato dal Financial Times o dall'indagine effettuata dal canale YouTube Barely Sociable.